# Maurice aux Jeux olympiques d'été de 2012
Maurice participe aux Jeux olympiques d'été de 2012 à Londres au Royaume-Uni du 27 juillet au 12 août 2012. Il s'agit de sa 8e participation à des Jeux d'été.

## Athlétisme

### Hommes
| Athlète         | Épreuve    | Séries   | Séries | Quarts de finale | Quarts de finale | Demi-finales | Demi-finales | Finale   | Finale |
| Athlète         | Épreuve    | Résultat | Rang   | Résultat         | Rang             | Résultat     | Rang         | Résultat | Rang   |
| --------------- | ---------- | -------- | ------ | ---------------- | ---------------- | ------------ | ------------ | -------- | ------ |
| Fabrice Coiffic | 100 mètres | 10 s 62  | 5      | 10 s 59          | 47               | -            | -            | -        | -      |

### Femmes
| Athlète          | Épreuve    | Séries   | Séries | Quarts de finale | Quarts de finale | Demi-finales | Demi-finales | Finale   | Finale |
| Athlète          | Épreuve    | Résultat | Rang   | Résultat         | Rang             | Résultat     | Rang         | Résultat | Rang   |
| ---------------- | ---------- | -------- | ------ | ---------------- | ---------------- | ------------ | ------------ | -------- | ------ |
| Annabelle Lascar | 800 mètres |          |        | NC               | NC               |              |              |          |        |

## Boxe
Maurice a qualifié des boxeurs dans les épreuves suivantes:
Hommes
| Athlète            | Épreuve               | 16e de finale                | 8e de finale                           | Quart de finale     | Demi-finale         | Finale              | Finale |
| Athlète            | Épreuve               | Adversaire Résultat          | Adversaire Résultat                    | Adversaire Résultat | Adversaire Résultat | Adversaire Résultat | Rang   |
| ------------------ | --------------------- | ---------------------------- | -------------------------------------- | ------------------- | ------------------- | ------------------- | ------ |
| Oliver Lavigilante | Mouches (-52 kg)      | Duke Micah (GHA) 14-18       | -                                      | -                   | -                   | -                   | -      |
| Richarno Colin     | Super légers (-64 kg) | Abdelhak Aatakni (MAR) 16-10 | Uranchimegiin Mönkh-Erdene (MGL) 12-15 | -                   | -                   | -                   | -      |

## Cyclisme

### Cyclisme sur route
Femmes
| Athlète           | Épreuve                | Temps | Rang |
| ----------------- | ---------------------- | ----- | ---- |
| Aurélie Halbwachs | Course en ligne femmes | DNF   | -    |

## Judo
| Athlète              | Compétition           | 1/16 de finale      | 1/8 de finale                     | Quarts de finale            | Demi-finales        | Repêchage 1                  | Repêchage 2         | Finale              | Finale |
| Athlète              | Compétition           | Adversaire Résultat | Adversaire Résultat               | Adversaire Résultat         | Adversaire Résultat | Adversaire Résultat          | Adversaire Résultat | Adversaire Résultat | Rang   |
| -------------------- | --------------------- | ------------------- | --------------------------------- | --------------------------- | ------------------- | ---------------------------- | ------------------- | ------------------- | ------ |
| Christianne Legentil | Moins de 52 kg femmes | exempte             | Majlinda Kelmendi (ALB) 1001/0101 | Ilse Heylen (BEL) 0002/0020 | -                   | Marie Muller (LUX) 0002/1010 | -                   | -                   | -      |

## Natation
| Athlète        | Épreuve          | Séries        | Séries | Demi-finales | Demi-finales | Finale | Finale |
| Athlète        | Épreuve          | Temps         | Rang   | Temps        | Rang         | Temps  | Rang   |
| -------------- | ---------------- | ------------- | ------ | ------------ | ------------ | ------ | ------ |
| Gilles Marquet | 200 m nage libre | 1 min 58 s 91 | 39     | -            | -            | -      | -      |

| Athlète        | Épreuve          | Séries        | Séries | Demi-finales | Demi-finales | Finale | Finale |
| Athlète        | Épreuve          | Temps         | Rang   | Temps        | Rang         | Temps  | Rang   |
| -------------- | ---------------- | ------------- | ------ | ------------ | ------------ | ------ | ------ |
| Heather Arseth | 200 m nage libre | 2 min 07 s 81 | 34     | -            | -            | -      | -      |

## Triathlon
Maurice a qualifié une triathlète.
| Athlète           | Épreuve | Natation 1,5 km | Cyclisme 40 km  | Course à pied 10 km | Total           | Rang |
| ----------------- | ------- | --------------- | --------------- | ------------------- | --------------- | ---- |
| Fabienne St Louis | Femmes  | 20 min 30 s     | 1 h 07 min 29 s | 39 min 38 s         | 2 h 07 min 37 s | 42   |

## Volley-ball

### Beach volley
| Athlète                           | Compétition     | Tour préliminaire | Classement | Rattrapage        | Huitièmes de finale | Quarts de finale  | Demi-finales      | Finale            | Finale |
| Athlète                           | Compétition     | Adversaires Score | Classement | Adversaires Score | Adversaires Score   | Adversaires Score | Adversaires Score | Adversaires Score | Rang   |
| --------------------------------- | --------------- | --- | ---------- | ----------------- | ------------------- | ----------------- | ----------------- | ----------------- | ------ |
| Elodie Li Yuk Lo Natacha Rigobert | Tournoi féminin | Poule A Juliana Felisberta – Larissa França (BRA) L 0 – 2 (5-21, 10-21) Lenka Háječková – Hana Klapalová (CZE) L 0 – 2 (10-21, 11-21) Katrin Holtwick – Ilka Semmler (GER) L 0 – 2 (11-21, 10-21) | 4          | -                 | -                   | -                 | -                 | -                 | -      |